# Adelaide Fringe

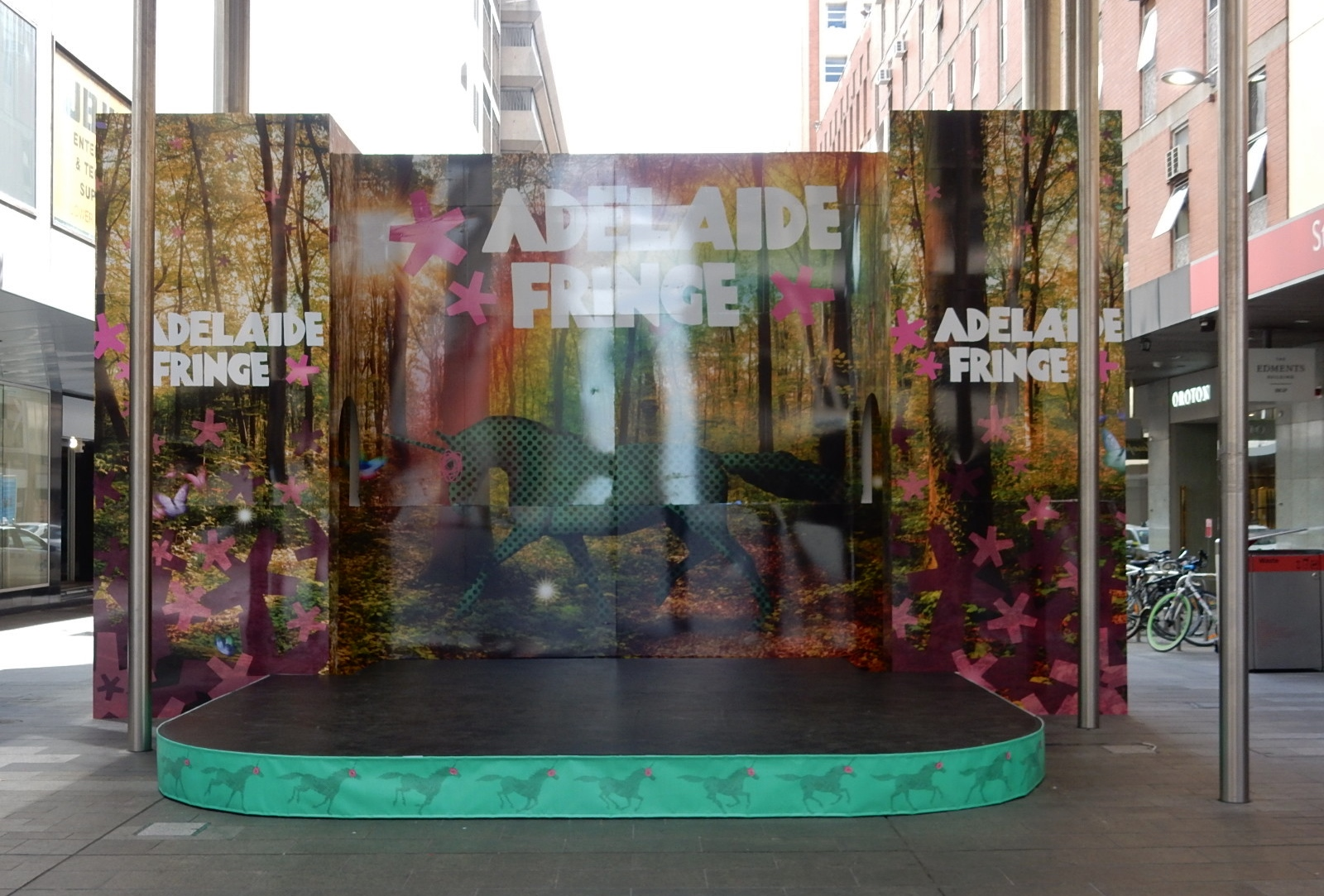
scène utilisée pour le concours en 2017

L'Adelaide Fringe (initialement Adelaide Fringe Festival), créé en 1960, est le deuxième plus grand festival artistique du monde (après l'Edinburg Festival Fringe), qui se tient chaque année entre la mi-février et la mi-mars en partie dans la capitale sud-australienne Adélaïde. Plus de 1300 événements sont organisés à travers la ville sous toutes les formes, présentant plus de 7000 artistes. Certains évènements sont gratuits, tandis que d'autres sont payants.

## Histoire
Fondé en 1960, il avait d'abord pour vocation de réunir les évènements officiels et non-officiels d'artistes locaux. Initialement considéré comme un complément au Festival des Arts, le Fringe est devenu un évènement à part entière lors de l'édition de 1976.
Nommé Focus avant d'être un festival autonome, il prit le nom d'Adelaide Festival Fringe de 1976 à 1992, ou il changea pour l'Adelaide Fringe Festival. Il est ainsi passé de festival communautaire biennal de deux semaines réservé aux artistes locaux à un grand festival international annuel.

## Le festival
Les trois principaux lieux d'évènements temporaires sont le Garden of Unearthly Delights, Gluttony et le Royal Croquet Club, mais nombre d'autres manifestations artistiques temporaires ou permanentes sont dispersées partout dans et hors la ville d'Adélaïde, s'étendant jusque dans les banlieues et même dans la région entière. Les habitants appellent le mois de mars Mad March (littéralement « le mois de mars fou ») car d'autres évènements prennent place après le Fringe dans la région : le Festival des arts d'Adélaïde, un autre important festival qui inclut la Semaine des écrivains d'Adélaïde, débute une semaine après, ou encore le festival international musical de quatre jours WOMADelaide (en), ainsi que l'Adelaide 500 (en), un évènement de sports mécaniques qui se tient dans les rues d'Adélaïde. Des concerts et des animations nocturnes prennent également place tout au long du mois de mars.
Le Fringe attire de nombreux visiteurs internationaux ainsi que bon nombre d'Australiens. L'édition 2019 a généré un volume estimé de 95,1 millions de dollars australiens de revenus touristiques à l'Australie, dont 36,6 millions de dollars australiens directement dépensés par les 2,7 millions de participants. Chaque année, le festival bat un nouveau record de fréquentation.
Le Made in Adelaide Award, prix d'une valeur de dix mille dollars australiens, fut introduit en 2017, et est ouvert aux artistes locaux d'Adealide Fringe qui souhaitent présenter leur travail à l'Edinburg Fringe.